# Scylla et Glaucus
Pour les articles homonymes, voir Scylla et Glaucus.
Scylla et Glaucus est une tragédie lyrique en un prologue et cinq actes de Jean-Marie Leclair. Le livret est d'un certain « d'Albaret », inconnu par ailleurs : celui-ci a tiré son intrigue des Métamorphoses d'Ovide (livre XIV).
Seul opéra de Leclair, qui le composa en 1746, sa première représentation eut lieu le 4 octobre 1746 à l'Académie royale de musique. Il y eut 17 autres représentations pendant cette saison, puis l'œuvre fut reprise à Lyon en 1750 et 1755. Au XXe siècle, l'œuvre a été ressuscitée pour la première fois à Londres en 1979 par John Eliot Gardiner, et enregistrée par le même en 1979 (BBC / European Broadcasting Union) et 1986 (Disques Erato).

## Distribution
| Personnage | Voix         | Lors de la première             |
| --- | ------------ | ------------------------------- |
| Prologue |              |                                 |
| Roi d'Amathonte                                                                                                 | basse-taille | Person                          |
| Première Propétide                                                                                              | soprano      |                                 |
| Deuxième Propétide (en travesti)                                                                                | taille       | Louis-Antoine Cuvillier         |
| Vénus | soprano      | Mlle Romainville                |
| L'Amour (Cupidon)                                                                                               | soprano      | Marie-Angélique Coupé           |
| Tragédie (Actes 1 à 5)                                                                                          |              |                                 |
| Circé, enchanteresse                                                                                            | soprano      | Marie-Jeanne Fesch              |
| Dorine, confidente de Circé                                                                                     | soprano      | Louise Jacquet                  |
| Glaucus, divinité marine                                                                                        | haute-contre | Pierre de Jélyotte              |
| Licas, ami de Glaucus                                                                                           | basse-taille | de La Marre                     |
| Scylla, nymphe                                                                                                  | soprano      | Marie Fel                       |
| Témire, amie de Scylla                                                                                          | soprano      | Marie-Angélique Coupé           |
| Divertissement de l'acte 1                                                                                      |              |                                 |
| Un berger, amoureux de Scylla                                                                                   | haute-contre | Jean-Paul Spesoller dit La Tour |
| Un sylvain, amoureux de Scylla                                                                                  | basse-taille | Albert                          |
| Une bergère | soprano      |                                 |
| Une Dryade | soprano      |                                 |
| Hécate | basse-taille | Albert                          |
| Une sicilienne                                                                                                  | soprano      |                                 |
| Peuples d'Amathonte et de Sicile, Propétides, bergers, sylvains, serviteurs de Circé, Divinités marines, Démons |              |                                 |

## Argument

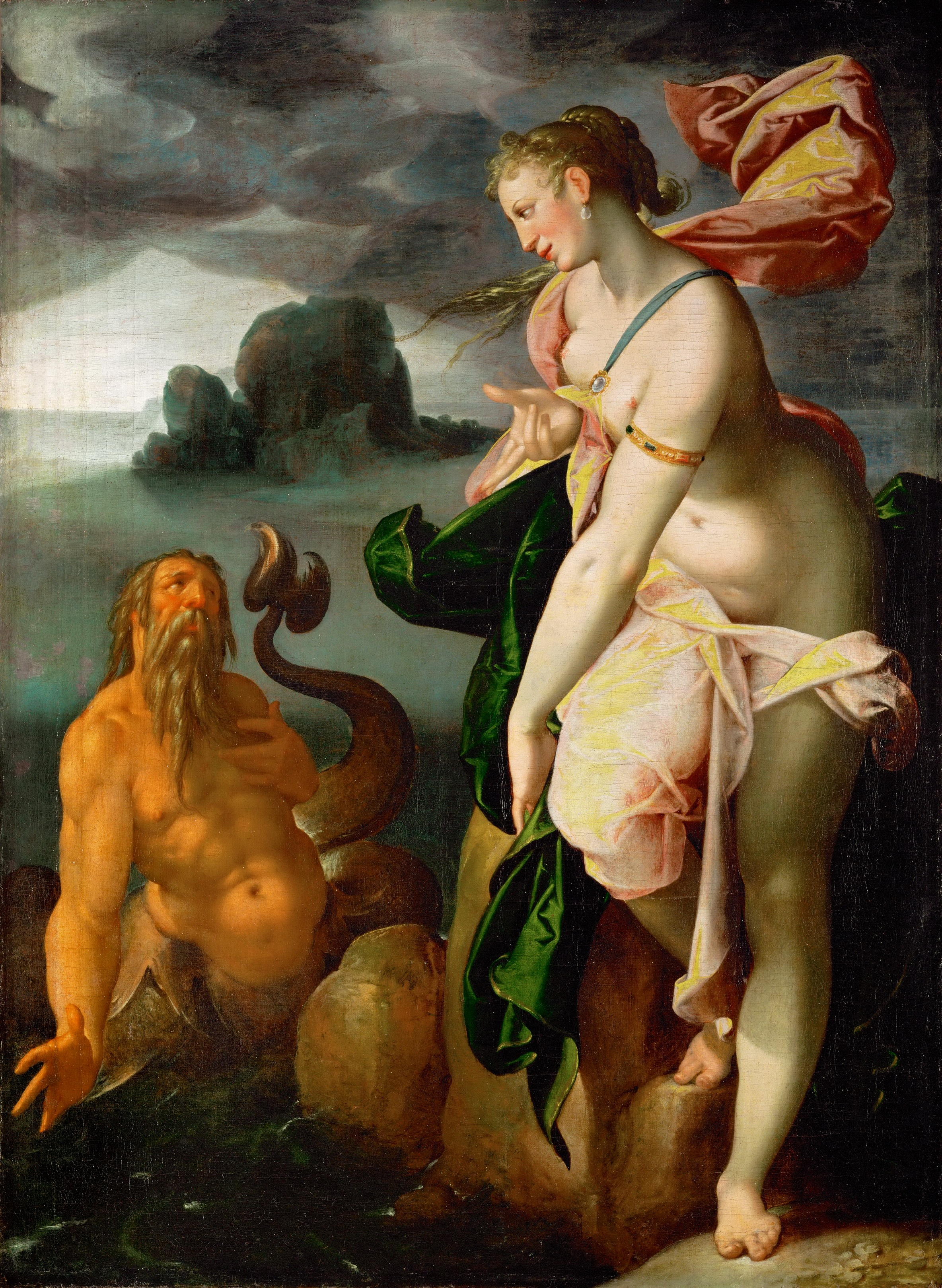
Bartholomeus Spranger, Glaucus et Scylla, 1580-1582, Kunsthistorisches Museum (Vienne)

### Prologue
Les habitants d'Amathonte célèbrent une fête en l'honneur de Vénus, la déesse de l'amour. Un tumulte se produit lorsque les Propétides veulent renverser les autels de la fausse déesse. Vénus descend des cieux et les menace. Elle loue le roi et lui présente son fils, le petit dieu Amour, qu'elle envoie en Sicile pour y vaincre la fière Scylla, laquelle dédaigne ses nombreux prétendants.

### Acte I
Scylla se félicite de ne pas avoir à endurer les tourments de l'amour. Elle ne parvient cependant pas à convaincre Témire, de même qu'un groupe de bergers et d'esprits sylvestres. Glaucus arrive et lui déclare son amour, mais elle le repousse et s'en va. C'est alors que Glaucus décide de demander l'aide de l'enchanteresse Circé.

### Acte II
Circé, inquiète, a le pressentiment qu'elle va devenir amoureuse. Dorine la met en garde de ne pas s'éprendre de quelqu'un qui soit déjà amoureux d'une autre, mais Circé est persuadée qu'elle pourrait séduire même le plus fidèle des amants. Arrive Glaucus, qui lui demande de susciter l'amour de Scylla. Grâce aux chants et aux danses de ses suivants, elle tente de lui faire oublier celle qu'il aime. Glaucus est prêt à céder à ses avances, mais entendant le nom de Scylla, il reprend ses esprits et s'en va. Circé se jure vengeance.

### Acte III

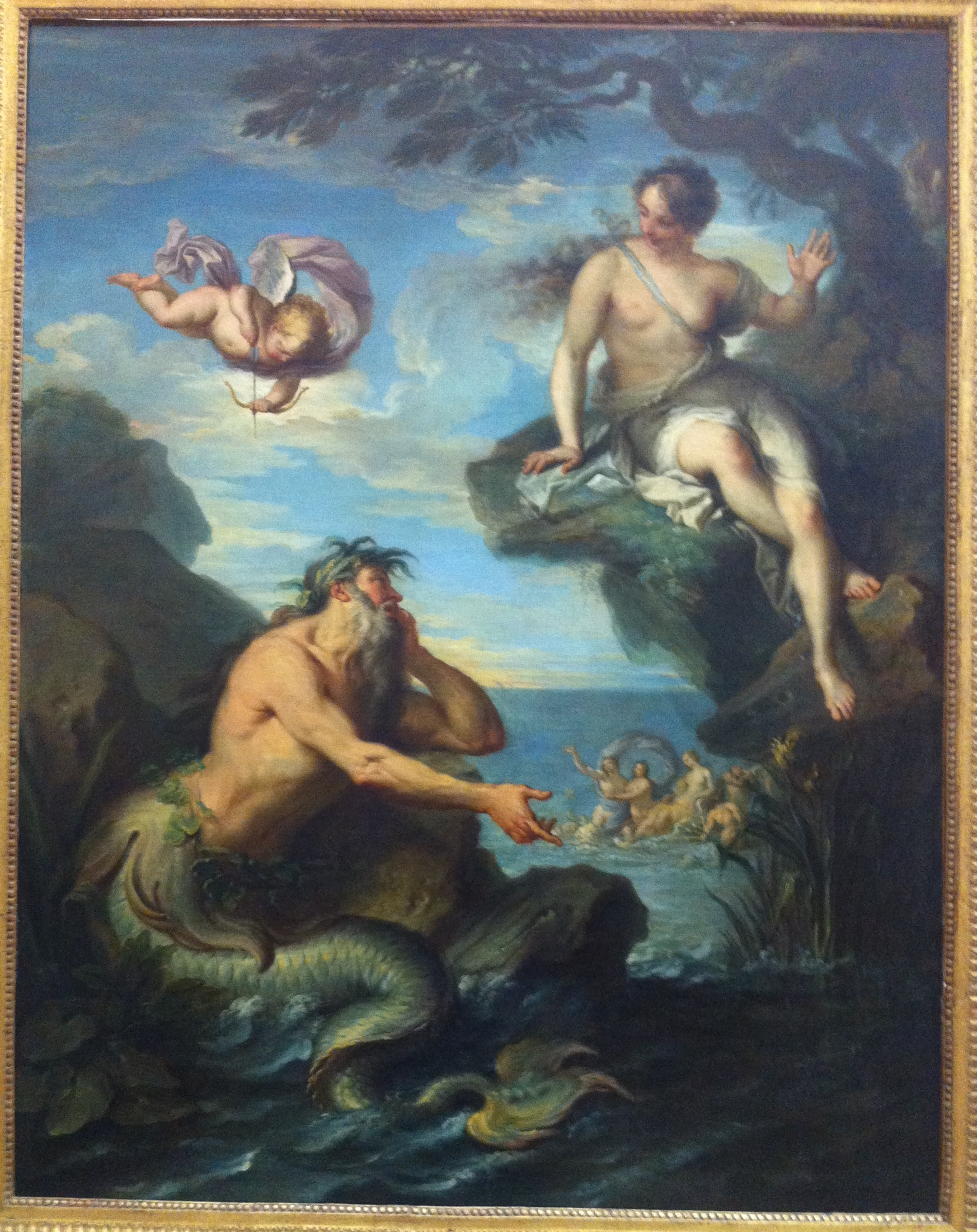
"Glaucus et Scylla" de Jacques Dumont dit Le Romain. Huile sur toile vers 1720~1780

Scylla confie à Témire qu'elle est tombée amoureuse de Glaucus, non de ceux qui se sont lâchement retirés. Glaucus paraît. Oubliant sa résolution, elle lui déclare son amour. Mais Circé, furieuse, descend du ciel sur une nuée.

### Acte IV
Circé tente à nouveau de séduire Glaucus, qui, cependant, reste indifférent. Lorsqu'elle menace de se venger sur Scylla, il consent à la suivre. Afin de ne pas exciter à nouveau la haine de Circé, il doit faire comme s'il ne voyait pas Scylla. Pourtant il ne peut supporter de briser le cœur de Scylla, et implore la grâce de Circé. Celle-ci laisse les deux amants partir, mais lorsqu'elle rencontre Dorine, sa colère renaît à nouveau. Elle décide de se venger sur Scylla et appelle à l'aide les divinités des Enfers. Hécate lui fournit une plante empoisonnée qu'elle devra jeter dans la source où Scylla vient se mirer tous les jours.

### Acte V
Scylla et Glaucus célèbrent leur amour, mais Scylla a un sombre pressentiment de la méchanceté de Circé. Tous deux se joignent aux habitants de la Sicile pour une fête commémorant leur libération des Cyclopes. Comme Glaucus se souvient de la source près de laquelle il a vu Scylla pour la première fois, il veut retourner avec elle. Elle se regarde dans le miroir de l'eau et tombe à terre évanouie. Glaucus est saisi de désespoir, mais Scylla reprend connaissance et s'enfuit devant Circé, mais en vain : elle est transformée en un rocher environné de monstres dans le détroit de Messine : avec le tourbillon mortel de Charybde, elle va désormais y inspirer la terreur.

## Discographie
- Scylla et Glaucus, Donna Brown (Scylla), Howard Crook (Glaucus), Rachel Yakar (Circé), Monteverdi Choir and English Baroque Soloists, dir. John Eliot Gardiner (3 CD Erato, 1988)
- Scylla et Glaucus, Emöke Barath (Scylla), Anders J. Dahlin (Glaucus), Caroline Mutel (Circé), Les Nouveaux Caractères, dir. Sébastien d'Hérin (3 CD Alpha, 2015)
- Scylla et Glaucus, Chiara Skerath (Scylla), Mathias Vidal (Glaucus), Florine Valiquette (Circé), il Giardino d’Armore, dir. Stefan Plewniak (3 CD CVS 2022)
- Scylla et Glaucus, Judith van Wanroij (Scylla), Cyrille Dubois (Glaucus), Véronique Gens (Circé), Purcell Choir, Oregon Orchestra, dir. György Vashegyi (3 CD GLOSSA 2023)